# Урлебен
Урлебен (њем. Urleben) општина је у њемачкој савезној држави Тирингија. Једно је од 47 општинских средишта округа Унструт-Хајних. Према процјени из 2010. у општини је живјело 430 становника. Посједује регионалну шифру (AGS) 16064064.

## Географски и демографски подаци
Урлебен се налази у савезној држави Тирингија у округу Унструт-Хајних. Општина се налази на надморској висини од 211 метара. Површина општине износи 8,1 km². У самом мјесту је, према процјени из 2010. године, живјело 430 становника. Просјечна густина становништва износи 53 становника/km².